# 東京エネシス
株式会社東京エネシス（とうきょうエネシス）は、日本の建設会社。発電所、変電所の工事を手掛ける。

## 概要
1947年（昭和22年）8月に株式会社東京電氣工務所設立 。1961年（昭和36年）11月、東京証券取引所市場第二部に株式を上場。1981年（昭和56年） 10月には東証第一部に昇格。2001年（平成13年）4月、株式会社東京エネシスに商号を変更。
水力から火力、原子力発電所、太陽光発電など再生可能エネルギーへと、主に発電所、変電所の工事を手掛けている。また電気設備工事、情報通信設備工事などの事業も行っている。国有企業の東京電力ホールディングスが株主総会議決権の27.07%を有する大株主であり、同社出身者が当社の代表取締役社長を務めている。

## グループ会社
- 東工企業
- バイコム
- テクノ東京
- 東工電設
- 東輝